# Charles-Marie-Étienne Champion Dubois de Nansouty
Pour les articles homonymes, voir Champion (homonymie) et Nansouty.
Charles-Marie-Étienne Champion Dubois de Nansouty, né en 1815, mort en 1895, est un militaire français qui, après sa retraite de général, se consacre à la création de l’observatoire du pic du Midi de Bigorre.

## Famille

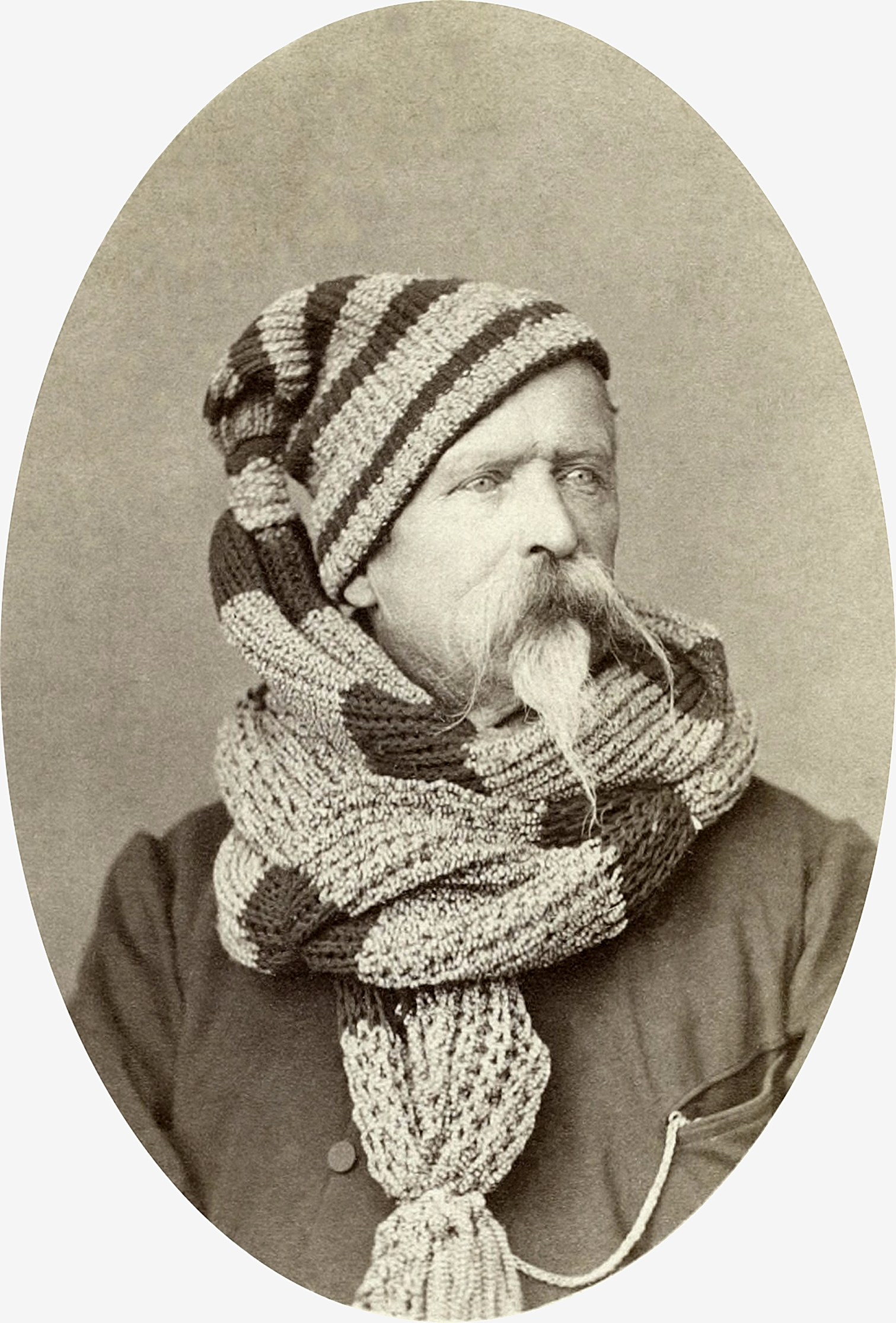
Nansouty.

Charles Marie-Étienne Champion Dubois de Nansouty est né le 21 février 1815 à Dijon. Il est le fils d'Eugène Champion de Nansouty, lieutenant-colonel d'infanterie et de Herminie du Bois. Il est le petit-fils de Jean-Baptiste Champion (né en 1730), seigneur de Nan-sous-Thil (en Bourgogne, ce qui a donné « Nansouty »), et du comte Charles de Brosses (le « président de Brosses ») ; il est aussi le neveu du général de cavalerie Étienne Marie Antoine Champion de Nansouty qui s'est illustré lors des guerres de la Révolution et de l'Empire.
Il épouse le 14 juillet 1851 Hortense-Fanny-Rosalie de Dion.
Son frère Max Marie Paul Adrien (1816-1844), enseigne de vaisseau, meurt à Mahaena (Tahiti) lors de la guerre franco-tahitienne. L'îlot Taaupiri à Mahaena où il fut inhumé porte son nom ainsi qu'une rue de Papeete.

## Carrière militaire
Il rentre à l’École des pages de Charles de Bourbon pendant trois ans, mais les Trois Glorieuses (1830) l’en excluent.
Il s’engage en septembre 1837, il est affecté au 12e régiment d’artillerie et devient brigadier fourrier puis maréchal des logis en décembre 1838. Il est ensuite affecté en décembre 1840 au 8e régiment de hussards en formation.[réf. nécessaire] En avril 1841, il devient sous-lieutenant au 7e régiment de hussards. En juillet 1842, il part en Algérie française où il est transféré à la cavalerie indigène[réf. nécessaire]. Le 19 juillet 1845, il devient lieutenant et passe au 3e régiment de spahis algériens, devenant capitaine en mars 1847 sous les ordres du général Yussuf. Peu avant la prise de la smala d'Abd el-Kader par le duc d'Aumale, le 14 mai 1843 il est cité à l'ordre de la division d'Oran lors du combat de Sidi El Rashed où il est blessé à la tête.
Il revient en France en juin 1851 au 7e régiment de cuirassiers puis en août 1852 au  régiment des guides de la Garde impériale sous les ordres d’Auguste Regnaud de Saint-Jean d'Angély.
Élie de Comminges dans son ouvrage Souvenirs d'enfance et de régiment (Paris, 1930) le décrit ainsi : « M. de Nansouty, mon chef d'escadron, un type de vieil africain à moustaches et à barbiche énormes, mal embouché, égrenant un chapelet de jurons à faire dresser les cheveux sur la tête, passant alors pour un brave à trois poils, un sabreur fini ». En janvier 1853, il est nommé chef d’escadron puis lieutenant-colonel en août 1857 au 6e régiment de lanciers, enfin colonel en août 1861 du 8e régiment de lanciers. En février 1867, il retourne en Afrique pour mettre sur pied le 4e régiment de chasseurs d'Afrique.[réf. nécessaire]
Il est nommé général de brigade en février 1869. Sa brigade est en deuxième ligne en août 1870 lors de la bataille de Frœschwiller-Wœrth. En septembre 1871 à la suite de la capitulation à la bataille de Sedan de 1870, il est mis en retrait d'emploi pour avoir continué un commandement actif alors que l'armée s'était rendue. Nommé général de division à titre provisoire en novembre 1870, il est affecté à Toulouse, où il est confronté aux troubles entraînés par la Commune (ligue du Sud-Ouest). Son commandement n'est pas un succès car il refuse de faire tirer sur les insurgés, il se trouve assiégé dans la caserne et il est remplacé dans son commandement. À la suite d'un violent courrier au conseil, il écope par le ministre de soixante jours de prison qu’il exécute à Bayonne. En janvier 1872, il est réintégré, mais reste en disponibilité sans affectation.[réf. nécessaire]
Il est nommé officier de l'Ordre national de la Légion d'honneur le 7 avril 1863, vingt-cinq ans de service, dix campagnes et une citation ; et commandeur du même ordre le 1er août 1867.[réf. nécessaire] Le général de Nansouty est inhumé au cimetière Saint-Pierre de Dax.

## Pyrénéisme
Après sa carrière militaire, Champion de Nansouty s’intéresse à la conchyliologie, à la géologie et à la paléontologie.
Il n’est pas parmi les fondateurs, le 19 août 1864 à l'Hôtel des voyageurs du cirque de Gavarnie, de la société Ramond, société savante et de montagnards, où sont Charles Packe, Émilien Frossard, le comte Henry Russell et par la suite le Dr Costallat, Célestin-Xavier Vaussenat, mais il en sera le président de 1865 à sa mort. À partir de ce groupe de personnes est lancé le projet d’études à partir du Pic du Midi de Bigorre. Célestin-Xavier Vaussenat se charge de trouver les fonds nécessaires à ce projet. Parmi les donateurs la société Ramond de Montréjeau, Charles Baggio de Carvin, Paul Bert d'Auxerre, M Offshein de Paris.
Nansouty restera huit ans au col de Sencours, en contrebas du pic du Midi de Bigorre où il fait des observations météorologiques de routine dans une station météorologique provisoire installée en 1873. Le 14 décembre 1874 il doit quitter les lieux. Une plaque commémorative est posée en 1974 au col de Sencours pour la première et dernière retraite du Général et ses hommes en ce lieu inhospitalier. Le 31 décembre 1875, il est rejoint par Roger de Monts pour fêter le nouvel an au sommet du Pic du Midi de Bigorre. De là vient la vocation de Roger de Monts pour les ascensions hivernales.
Le 21 mai 1878, la première pierre de l'observatoire du Pic du Midi est posé. Il faudra attendre 3 ans pour que le premier édifice soit achevé. De celui-ci il séjournera des mois durant, en effectuant des relevés météorologiques.
L'astéroïde (44263) Nansouty porte son nom car le Pic du Midi est devenu ensuite un observatoire astronomique.

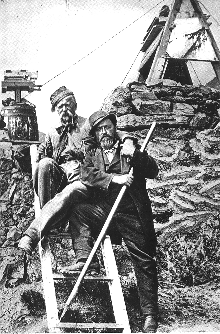
Nansouty et Vaussenat au col de Sencours.
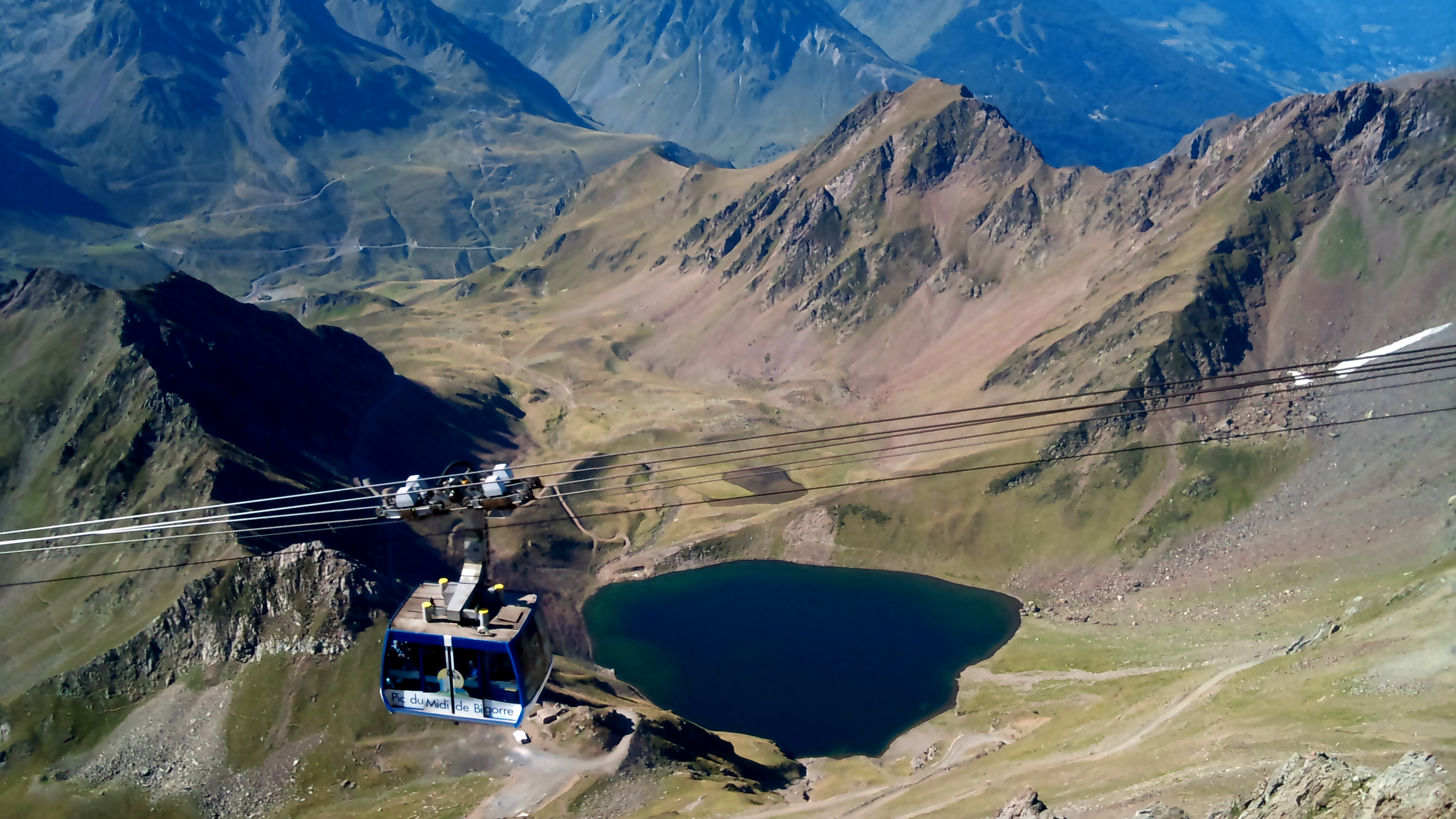
Le col de Sencours et le lac d'Oncet.
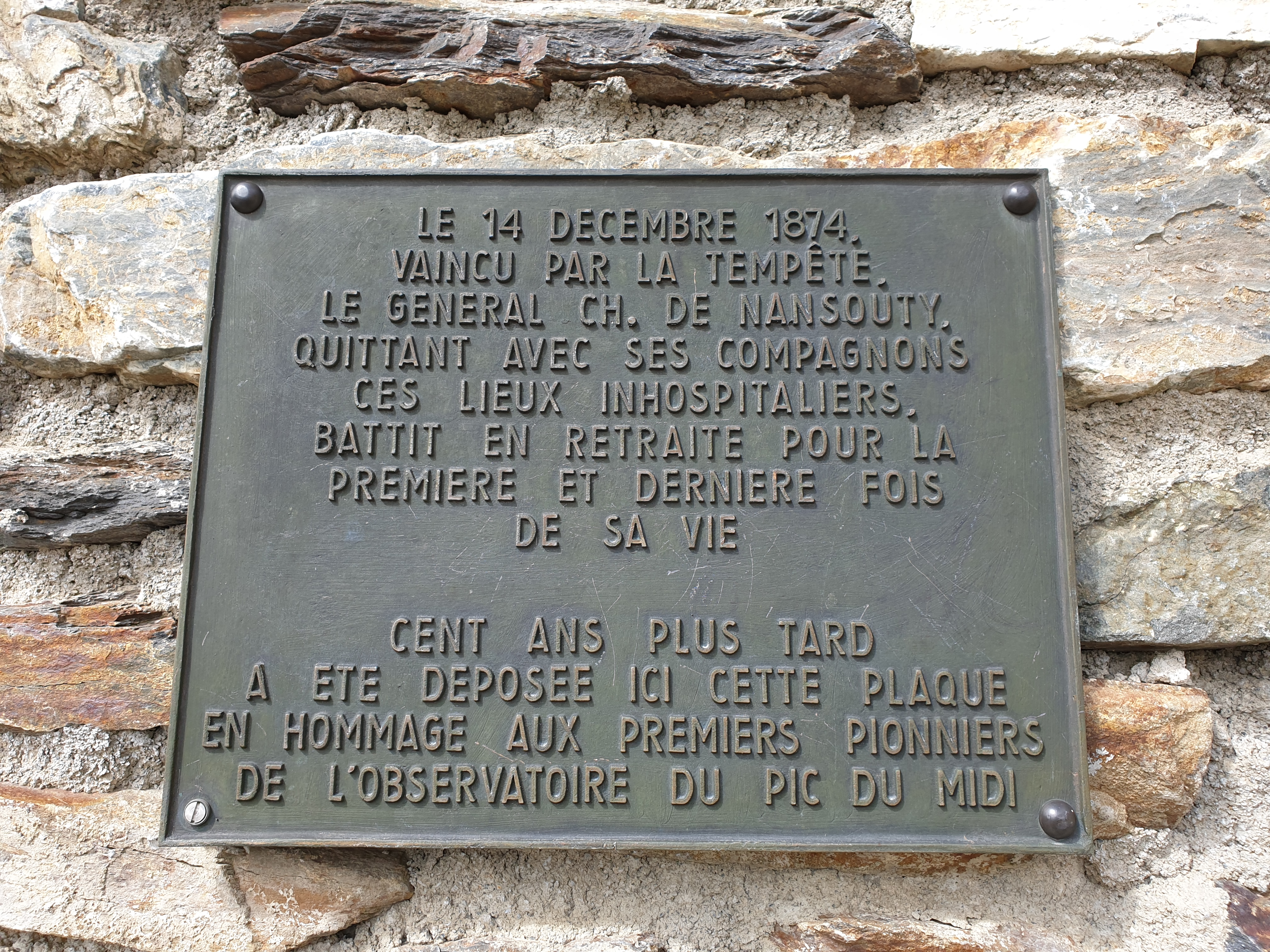
Plaque commémorative posée au Col de Sencours.
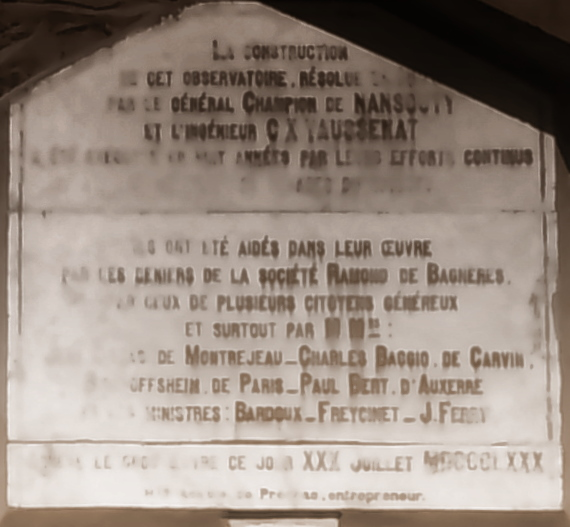
Plaque inaugurale au pic du Midi de Bigorre.
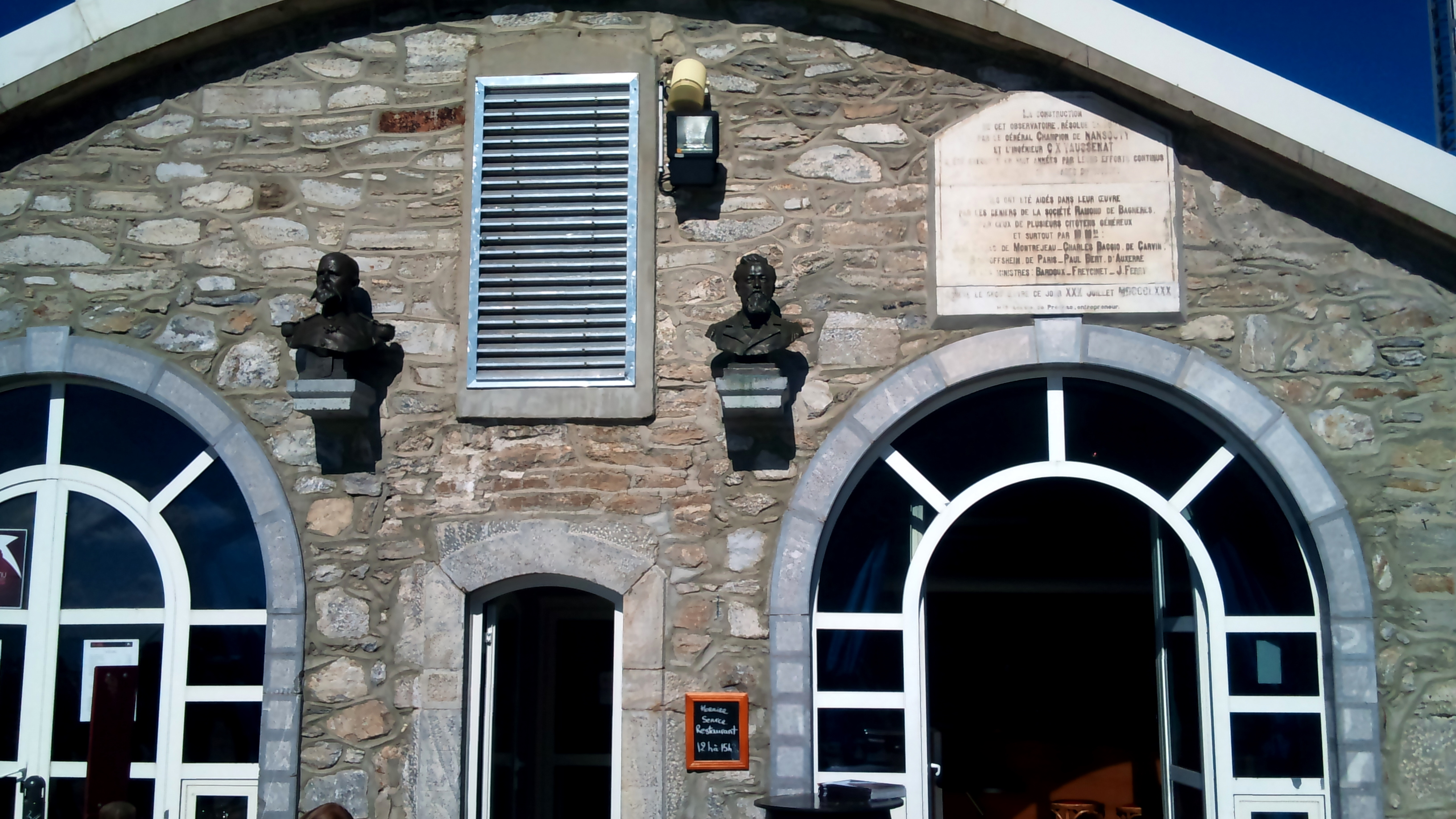
Pic du Midi : stèles en hommage à Nansouty et Vaussenat.